# Komposztálás
A komposztálás a kertművelésben régóta ismert és alkalmazott módszer. A komposztálódás egy olyan biológiai folyamat, amely a szerveshulladékok, melléktermékek anyagait jelentős részben humuszszerű anyaggá alakítja át. A lezajló folyamat biológiai oxidáció, valamint földlakó élőlények tevékenysége, mely a szerves anyagokat lebontja. A komposztálódás a levegő oxigénjével történik, tehát aerob folyamat (korhadás), szemben az anaerob rothadással.
A komposztálással keletkező anyagok: széndioxid, valamint ásványi sók, melyek trágyaként használhatók. A folyamat során részben humusz is keletkezik. A kiinduló anyag pl. háztartási hulladék esetén kb. 30% szervesanyagtartalommal rendelkezik, a végtermék komposzt kb. 20% szervesanyagtartalmú. Ezért kedvezőbb az égetésnél, mert széntárolási kapacitással rendelkezik.
Komposztnak nevezzük a komposztálásból származó, szilárd, morzsalékos, sötétbarna színű, földszerű, magas szervesanyag-tartalmú anyagot, amely szerves hulladékokból, maradványokból, elsősorban mikroorganizmusok, valamint a talajlakó élőlények tevékenységének hatására jön létre, megfelelő hatások (oxigén, megfelelő nedvességtartalom) mellett. Más szervesanyag-bomlási folyamatokban a bomlástermékek hasonló részét szintén humusznak nevezzük.

## Komposztálás kellékei
- komposztálható nyersanyagok

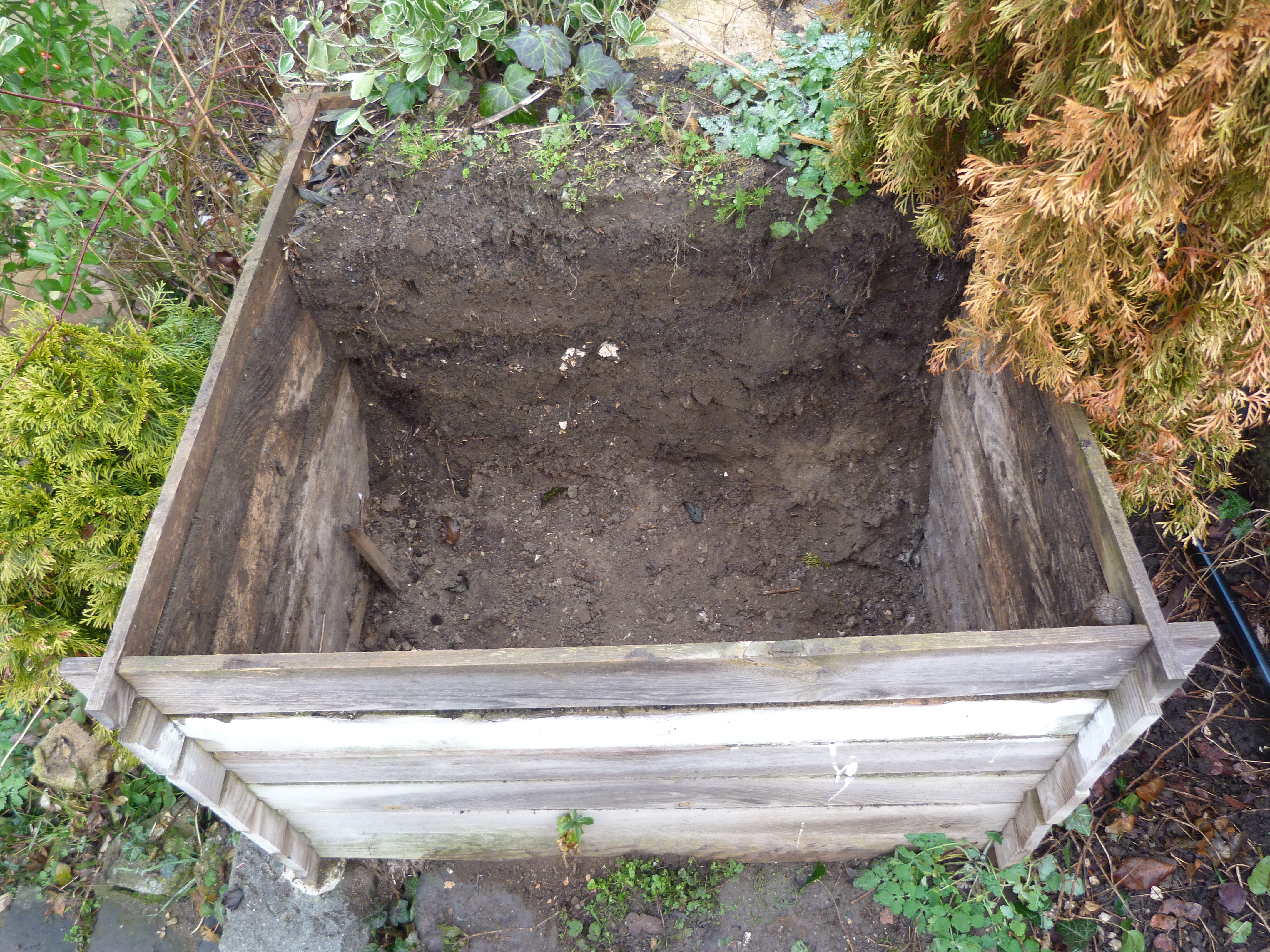
Konyhai hulladékból készített komposzt metszete

- megfelelő komposztkeret, komposztáló kas, komposztáló hordó, és komposztálóhely
- (eső)víz
- lapát, rosta

## Komposztálást befolyásoló tényezők
- hulladék összetétele (toxicitás, lebonthatóság)
- nedvességtartalom (szennyvíziszap adagolással növelhető)
- aerob viszonyok (forgatásos homogenizálás, levegőztetés szükséges)
- C/N arány (városi szemétnél nitrogéntartalmú műtrágya bekeverésével javítható)
- hőmérséklet (a hulladékban előforduló kórokozók elpusztítása csak tartósan magas hőmérsékleten, 55 °C felett valósítható meg)
- szemcseméret (optimális: 25–40 mm)
- pH (a komposztálásban résztvevő mikroorganizmusok pH-tartománya 4-9 közé esik).

Ha ezeket a tényezőket biztosítjuk, tisztán aerob oxidáció jön létre, ha oxigénhiányos bomlás zajlik le, akkor biogáz keletkezik (pl. metán). Házilagos körülmények között pl. a forgatás nélkül, vastagon egymásra rakott anyag képes erre. De (pl. faapríték) 5- cm-nél vastagabb rétegben szabadon, nedvesen már anaerob bomlás jeleit mutathatja.

## Komposztálható anyagok
- konyhai hulladékok: gyümölcs, zöldség, kávézacc, teafű (tasakkal is), tojáshéj (összetörve)
- háztartási hulladékok: kezeletlen papír,
- kerti hulladékok: gallyak, falevelek, fű, sövények, bokrok nyírásából származó nyesedékek (ezeket a gyorsabb komposztálódás érdekében érdemes aprítani), egyes gyomnövények (amennyiben még nem hoztak magot)
- fűrészpor, faapríték
- egyéb hulladékok: nem festett kartonpapír, fahamu, elhervadt virágok (vágott és cserepes egyaránt, földlabdástól), megunt növények
- növényevő állatok ürüléke (javasolt szénával vagy hasonlóval jól elkeverni, illetve vastagabb növényi réteg alá elhelyezni a szagok elkerülése végett)

## Kártevők a komposztban
A kerti komposzthalom a benne lévő háztartási hulladék élelmiszerrel, zöldséghéjakkal, kertből összegyűjtött férges hullott gyümölccsel vonzza a mezei egereket, esetleg patkányokat. Ezek ellen a csapda a megfelelő védekezés, mert mérgezéssel egyéb állatokban is kárt teszünk. Házi baromfi elől kerítsük el, mert lyukakat túrnak a komposzthalomba. Énekesmadarak, sündisznók nem tudják jelentősen széttúrni a halmot, oldalt kisebb lyukak talán még a szellőzéshez is hozzájárulnak. A meztelencsigák főleg a fehérjedús tápanyagra jönnek, ezeket szintén csapdákkal lehet elfogni (ne mérgezzük, mert pl. a rigók szeretik a csigákat). A rovarok pajorjai előfordulhatnak a halomban, de kiszórás előtt rostáláskor eltávolíthatjuk őket. A giliszták nem károsak, sőt hozzátartoznak a jó komposzthalomhoz. Nem elhagyható teendő, hogy rakjunk vakondhálót a komposztálónk alá, mert nem kis kellemetlenséget tudnak okozni vakondok, megeszik a számunkra hasznos gilisztákat, ezzel károsítva komposztunkat.

## A komposztot kiegészítő anyagok
- mészkőőrlemény, lápi mész, összetört tojáshéj
- csatornaiszap
- fahamu, szalmahamu
- zeolitőrlemény, baromfitrágya, stb.
- (mű)trágya, nitrogén műtrágya gyorsítja

## Nem komposztálható anyagok
- kövek, műanyagok, fémek, üveg, gumi
- építési törmelék
- festék, vegyszer, ezek dobozai
- veszélyes, illetve radioaktív hulladék

## Komposztálás előnyei

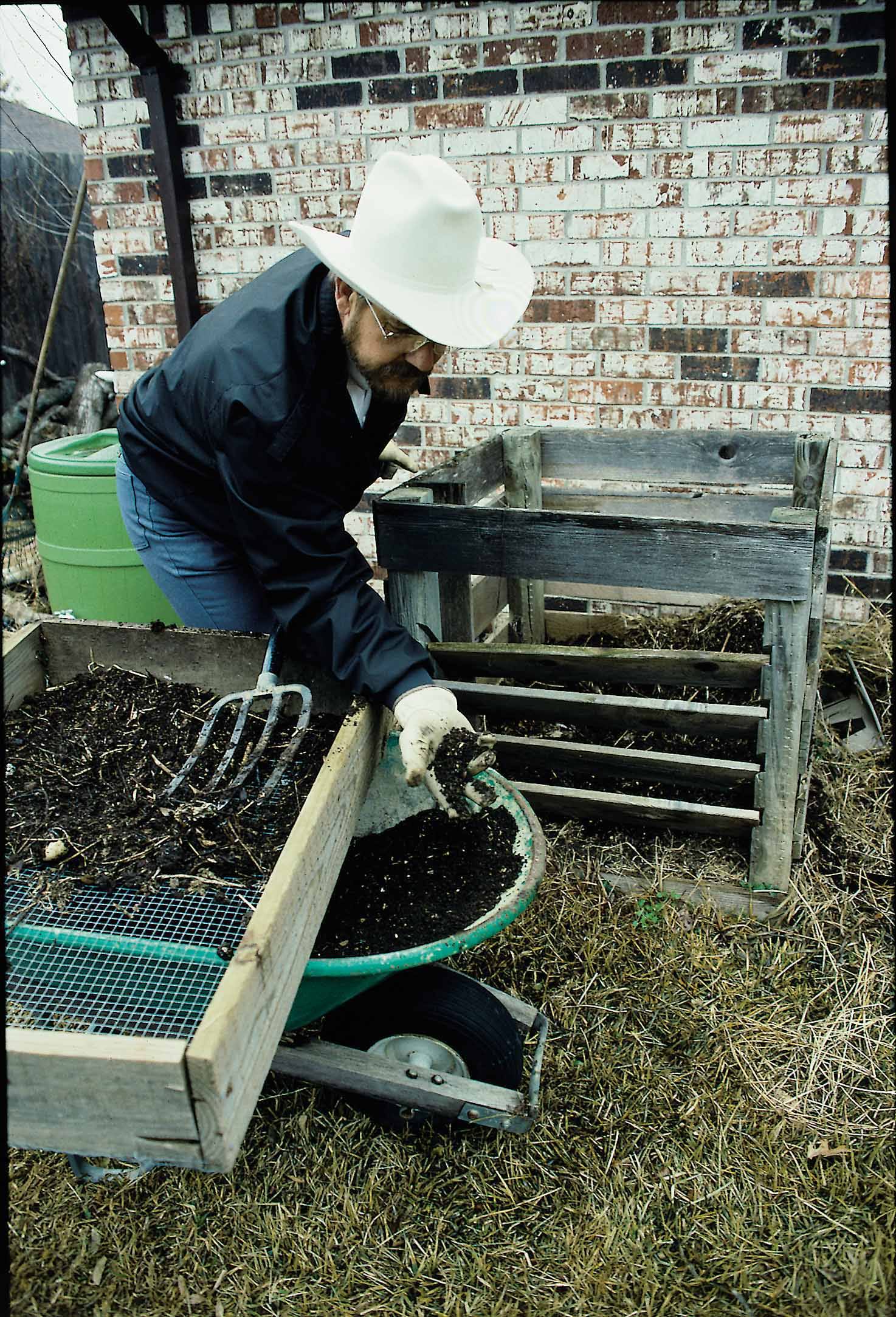
Otthoni komposztálás

- A keletkező humuszanyagok javítják a talaj szerkezetét, ezzel védik a talajt az eróziótól, javítják víz- és hőháztartását.
- A komposzttrágyázás hatása tovább tart, mint a szerves trágya hatása.
- A komposztálás során az anyagban lévő kártevők, kórokozók elpusztulnak.
- A háztartási hulladékok mennyisége csökken (30-50%, a kerti hulladékoké gyakorlatilag teljesen), így a hulladéklerakókat is tehermentesíteni tudjuk.
- A komposzt teljes értékű táplálék a növényeknek, melyből a nehezen oldódó ásványi tápanyagok, mikroelemek folyamatosan felvehetőek számukra.
- Kiemelkedő vízmegkötő és fényelnyelő képessége elősegíti a talaj felmelegedését, a növények gyorsabb csírázását és növekedését.
- Növeli a talajlakó élőlények aktivitását, erősíti a növények immunrendszerét.
- Szerkezetesebbé, porhanyósabbá, levegősebbé, dúsabbá, zsírosabbá, kövérebbé teszi a talajt.
- A komposztálódás során a kiindulási alapanyagok – a zöld javak – teljesen lebomlanak. Még a diófalevélben található növekedés gátló anyag is átalakul, hatása a kész komposztban már nem mutatható ki.

## Javaslatok, ötletek
- 10-14 naponta átforgatni, összekeverni a komposzthalmot (a külső részt középre forgatni), hogy gyorsabban komposztálódhasson a tartalma
- nedvesen kell tartani (és időnként ellenőrizni, hogy ne száradjon ki, de ne is ázzon szét teljesen), de alul kifolyjon a víz
- ágak elhelyezésével szellőző rétegek kialakítása
- félárnyékos helyen felállítani a komposztálót vagy komposzthalmot, a túlzott felmelegedés és kiszáradás megelőzése végett
- a kész komposztot felhasználás előtt átrostálni és a nem komposztálódott vagy darabos részeket az új komposzthoz adni (ezzel biztosíthatjuk az új komposzthalom „indító” mikroorganizmus-flóráját is)
- nagy mennyiségű falevelet (elégetés helyett) érdemes külön komposztálóban gyűjteni, és apránként adni a készülő komposzthoz
- létezik olyan komposztáló hordó, melyet forgatva átjárja a levegő a bomló anyagot.
- érdemes arra is figyelni, hogy déli gyümölcsöt ne dobjunk a komposztálóba mivel ezek erős vegyszerekkel vannak kezelve, így megölhetik a talajlakóinkat
- ha gyorsítani szeretnénk a folyamatot, helyezzünk gilisztákat a komposztnkba

## Fűtésre használt komposzt (komposztkazán)
A bomló szerves anyag hőjét többféle megoldással hasznosítják, az általános megnevezés a "komposzt kazán" nem mindig fedi a technológiát. Ha nem lehet átrakni a halmot, akkor anaerob bomlás történik, biogáz fejlődése mellett. Komposzt felhasználásával fűtésre alkalmas „kazánt” is lehet építeni. Baji Béla permakultúrás üvegházak fűtésére használja a komposztból keletkező hőt.
Jean Pain a 20. század közepén készített komposztkazánt, mely minimum 10 m3 térfogatú. Az alapanyagok szerves növényi hulladék, állati eredetű hulladék (trágya), és emberi hulladék (fekália, árnyékszékekből). Érintkeznie kell a talajjal, hogy az élőlények a belsejébe bejussanak. Egyelőre nincs kész szabadalom, vagy gyártmány, még további mérésekre, fejlesztésre van szükség. A felhasznált összetevők gyakorlati alapon:
- 10 m³ faapríték (nyers és ágakból készült),
- 2 m³ lótrágya,
- 2 m³ kerti komposzt (falevelek, kerti és konyhai hulladék, emberi trágya),
- 8 talicska érett komposzt (humusz),
- kút- vagy esővíz (jó sok, amennyit csak felvesz a fa).

Tényleges égés nincs, de optimális esetben van bizonyos mennyiségű oxidáció, a levegő oxigénje átjárja a halmot. Ha nem, az alapanyag bomlása anaerob, ami metán fejlődéssel jár, vagyis elveszítjük a kézbentartott oxidáció kevésbé környezetszennyező lehetőségét. A halom teljesítménye napi 30-50 MJ hő, vagyis egy nap alatt kb. 300 liternyi vizet tud melegíteni. A komposzthalom mérete miatt inkább kertészeti üzem számára lehet hasznos. Mivel teljes térfogatát átszövik a hőcserélő csövek, évente egyszeri, őszi átrakás képzelhető el, ami jelentős fizikai munkát is igényel. A hozzáférhető fényképek alapján (VGF 2017. júl. 5.) kívülről nincs szigetelve, ami jelentős hőveszteséget okoz, viszont hőszigetelés esetén meg kellene oldani a hőcserélős szellőzést. A termelt melegvíz kb. 35-40 C°-os.

## Komposztálási technikák

### Komposztáló kas
A legjobb környezetvédelmi megoldás: kevesebb hulladék, több és jó minőségű termőföld, környezetkultúra és biztonságos, saját élelmiszer! A komposztáló kas ötlete Gyulai Iván ökológustól származik, aki a gömörszőlősi oktatóközpont biogazdaságában fejlesztette ki a komposztáló kast. Ez a kasfonással készülő permakultúrás építmény egyaránt alkalmas a konyhai-, és a kerti zöld javak komposztálására, magas ágyás készítésére, illetve melegágyásként is tökéletesen funkcionál!
Összeállítási melléklet és útmutató Archiválva 2014. május 10-i dátummal a Wayback Machine-ben

### Keveréses eljárás
Valamennyi alapanyag minél tökéletesebb összekeverésére törekszünk. A legkedvezőbb volna, ha az alapanyagokat berakás előtt összeaprítanánk. A komposzttelep területe kb. 1/10-e a komposzttal ellátott területnek. Állandóan nedvesnek kell lennie, kb. a nyers zöld hulladék nedvességéhez jó, ill. kicsavart szivacshoz hasonlítson. A halom hőmérséklete kb. 18 C fok. A túl nedves halom levegő híján rothad, bűzös, nem aerob bomlású. Nyáron a beérés ideje 6-8 hét. Vadgesztenye, juhar, dió, tulipánfa levele csak tavasszal használható fel, addig hagyjuk száradni a fa alatt. A halom alja és oldalai a levegőt engedjék át, szellőzzenek, a terepen az alapja középen domború legyen, hogy a víz kifolyjon. Általában kb. 20 cm keverékre egy ujnyi laza földet teszünk. Ha kész egy halom (1,5–2 m széles, 1 m magas), rakhatjuk a másikat. Ha összeesik, átforgatjuk, átrakjuk, betakarjuk száraz fűvel, gazzal. Ha a halom teljesen korhadt, 1,5 cm-es rostán átrostálva kihordhatjuk. Ha a halmot nem mozgatjuk, a hulladékanyag kb. 1-2 év alatt érik be, vagyis az 1 év alatt összegyűlt anyag 3 év alatt lesz teljesen kész.

### Réteges eljárás
Többféle anyag rétegezésével készül. A vizet elvezető talajkialakítás után 10–20 cm vastag alapréteget képezünk ágakból, ami a jobb szellőzést biztosítja. Az alaprétegre növényi hulladék kerül kb. 15 cm vastagon. Ezután 5 cm tápanyagdús, akár konyhai húshulladék, vagy trágya is kerülhet. Erre vékony (néhány milliméteres) laza föld kerül, kb. 1% mészporral, hamuval. Mindezek a rétegek (az ágak is) ismétlődnek, kb. 1,2-1-5 m magasságig. A prizma egy 6 mm vastag laza takaró földréteget kap. A levegőzöttséghez tartozik, hogy a prizmát középen, és oldalt kb. 0,9-1,2 m mélyen, egymástól kb. 1,5 m távolságban akár építés közben berakott, vagy utólag beszúrt fadorongokkal megszúrjuk, lazítjuk, szellőztetjük. Az erjedés, korhadás kb. 90 napig tart, összeeséskor, és még kétszer árrakjuk. (Ha nem rakjuk át, ennél a módszernél is kb. 1 évi anyag 3 év alatt lesz kész.)

## Hatása a környezetre
Nem mehetünk el szó nélkül a komposztálás egyik legfontosabb hatása mellett sem. A komposztálás nem csupán egy egyszerű kertészeti gyakorlat, hanem egy fontos lépés a fenntartható és környezettudatos kertészkedés felé. A komposztálás segít fenntartani a talaj termékenységét és egészségét, miközben csökkenti a környezeti terhelést és elősegíti a természetes erőforrások megőrzését. Tehát miközben jóval kevesebb szemetet termelünk a háztartásban egy értékes tápanyagforrást is biztosítunk növényeinknek, relatívan kevés idő és szinte nulla forint befektetésével.